# مریان رادا
مریان رادا (انگلیسی: Marian Rada؛ زادهٔ ۱۴ مهٔ ۱۹۶۰) یک بازیکن فوتبال اهل رومانی است.
از باشگاه‌هایی که در آن بازی کرده‌است می‌توان به راپید بخارست اشاره کرد.
وی همچنین در تیم ملی فوتبال رومانی بازی کرده است.